# 28 januari
28 januari är den 28:e dagen på året i den gregorianska kalendern. Det återstår 337 dagar av året (338 under skottår).

## Återkommande bemärkelsedagar

### Flaggdagar
- Sverige: Konungens namnsdag

### Övrigt
- Dataskyddsdagen(en) firas årligen sedan 2007[1][2]

## Namnsdagar

### I den svenska almanackan
- Nuvarande – Karl och Karla
- Föregående i bokstavsordning
  - Carolus Magnus – Namnet fanns, tillsammans med Karl, till minne av den frankiske kungen Karl den store, på dagens datum före 1901, då det utgick.
  - Kally – Namnet infördes på dagens datum 1986, men utgick 1993.
  - Karl – Namnet har, tillsammans med Carolus Magnus, funnits på dagens datum sedan gammalt och har inte flyttats.
  - Karla – Namnet infördes på dagens datum 1986 och har funnits där sedan dess.
- Föregående i kronologisk ordning
  - Före 1901 – Carolus Magnus och Karl
  - 1901–1985 – Karl
  - 1986–1992 – Karl, Karla och Kally
  - 1993–2000 – Karl och Karla
  - Från 2001 – Karl och Karla
- Källor
  - Brylla, Eva (red.): Namnlängdsboken, Norstedts ordbok, Stockholm, 2000. ISBN 91-7227-204-X
  - af Klintberg, Bengt: Namnen i almanackan, Norstedts ordbok, Stockholm, 2001. ISBN 91-7227-292-9

### Finlandssvenska almanackan
- Nuvarande från 2020[3] – Karl, Carola, Kalle, Charlie, Carla
- I föregående revideringar[a][4]
  - 1929–1949 – Karl
  - 1950–1972 – Karl, Kaj
  - 1973–2014 – Karl, Carola
  - 2015–2019 – Karl, Kalle, Carola

## Händelser
- 1453 – Ett stillestånd sluts mellan Sverige och Danmark i Vadstena. Det löper på två år, men när det går ut (25 maj 1455) återupptas striderna omedelbart.
- 1521 – En tysk riksdag inleds i Worms och pågår under kejsar Karl V:s ledning till 25 maj. Riksdagen behandlar flera frågor, men blir mest känd för det så kallade fördraget i Worms, där kejsaren utfärdar förbud mot att på något sätt hjälpa reformatorn Martin Luther och stämplar honom som kättare. Dessutom ska han infångas så snart som möjligt. På grund av det folkliga stödet för Luther i Tyskland kommer fördraget dock aldrig att träda i kraft.
- 1547 – Vid Henrik VIII:s död efterträds han som kung av England och Irland av sin son Edvard VI.
- 1668 – Universitetet i Lund, som har grundats redan 19 december 1666, invigs. Planerna på universitetet har inletts direkt efter att Skånelandskapen genom freden i Roskilde tio år tidigare har blivit svenska och det har tillkommit som ett led i försvenskningen av Skåne, för att de tidigare danskarna i Skåne inte ska bege sig till Köpenhamns universitet för att studera.
- 1760 – Under det pågående pommerska kriget blir preussarna besegrade av svenskarna i slaget vid Anklam, varvid svenskarna till och med tillfångatar den preussiske generalen Heinrich von Manteuffel. Trots detta lyckas svenskarna inte utnyttja situationen till att skaffa sig någon strategisk fördel.
- 1908 – Konstnären Carl Larssons målning Gustav Vasas intåg i Stockholm 1523 placeras i Nationalmuseums trapphall. Detta har föregåtts av 25 års stridigheter om hur trapphallen ska vara dekorerad.
- 1918 – En delegation från Åland framlämnar en petition till den svenske kungen Gustaf V om att ögruppen ska anslutas till Sverige. Så småningom hänskjuts dock frågan om dess tillhörighet till Nationernas förbund, som 1921 avgör frågan till Finlands fördel.
- 1919 – Finlands Vita Ros’ orden instiftas.
- 1929 – Den svenska Arbetsdomstolen, som har inrättats året före, håller sin första session i Stockholms rådhus. Dess syfte är att göra domstolsprövningar av tvister inom arbetslivet.
- 1958 – Det danska företaget Lego A/S, som sedan grundandet 1932 har tillverkat och sålt träleksaker, får patent på byggklossar i plast, som snart blir en försäljningssuccé och är än i dag (2025) företagets grund.
- 1966 – En svensk grupp yrkesutbildningssakkunniga föreslår att en enda skola med tre sektorer, gymnasieskolan, ska ersätta de nuvarande svenska skolformerna gymnasiet, fackskolan och yrkesskolan. Reformen genomförs från och med höstterminen 1971.
- 1967 – Sveriges första journalisthögskolor invigs i Sverige. 1978 överförs de till Centrum för masskommunikationsforskning på Stockholms respektive Göteborgs universitet.
- 1982 – En italiensk antiterrorstyrka stormar en lägenhet i Padua och befriar den amerikanske Natogeneralen James Lee Dozier, som hålls fången där av terroristgruppen Röda brigaderna.
- 1986 – Den amerikanska rymdfärjan Challenger exploderar strax efter uppskjutning och hela besättningen på sju personer omkommer.[5]
- 1991 – Det svenska förpackningsföretaget Tetra Pak köper separatortillverkaren Alfa Laval för 16 miljarder kronor, vilket är den dittills största affären på den svenska börsen.
- 2003 – Det svenska Folkhälsoinstitutet går ut med nyheten att de vill se rökförbud infört på alla restauranger, barer och kaféer i hela landet.
- 2006 – Under en organiserad långfärdsskridskotur på Mälaren går 14 av 15 deltagare genom isen i Sveriges första olycka relaterad till långfärdsskridskoåkning någonsin. Räddningsarbetet kompliceras av svag is och två av deltagarna avlider, medan en skadas allvarligt på grund av nedkylningen i vaken.
- 2015 – Terroristgruppen ISIS (Islamiska staten) förstör stora delar av Ninevemuren i Mosul (Nineve) i Irak. Arkeologer uppskattar att Ninevemuren byggdes cirka år 700 före kristus. Nineve (dagens Mosul) var det forna assyriska rikets huvudstad.
- 2018
  - Den svenska travhästen Readly Express med kusken Björn Goop segrar i årets upplaga världens största travlopp Prix d'Amérique på Vincennesbanan i Paris.
  - Finland håller presidentval. Den sittande presidenten Sauli Niinistö blir omvald med en majoritet av rösterna, så inget andra val behöver hållas.
- 2024 – Finland håller presidentval. Alexander Stubb och Pekka Haavisto går vidare till andra omgången, där Stubb så småningom väljs till president.

## Födda
- 1457 – Henrik VII, kung av England och herre över Irland
- 1540 – Ludolph van Ceulen, nederländsk matematiker
- 1568 – Gustav Eriksson Vasa, svensk kronprins 1568, son till Erik XIV och Karin Månsdotter
- 1600 – Clemens IX, påve
- 1706 – John Baskerville, brittisk typograf, skapare av typsnittet Baskerville
- 1755
  - Fredrik von Platen, svensk militär
  - Samuel Thomas von Sömmerring, tysk anatom och fysiolog
- 1768 – Fredrik VI, kung av Danmark och av Norge
- 1773 – Axel von Rosen, svensk greve och ämbetsman
- 1784 – George Hamilton-Gordon, 4:e earl av Aberdeen, brittisk politiker, premiärminister
- 1815 – Andrew Jackson Hamilton, amerikansk politiker och jurist
- 1818 – George S. Boutwell, amerikansk politiker, guvernör i Massachusetts och senator för samma delstat, USA:s finansminister
- 1833 – Charles George Gordon, brittisk general, filantrop och nationalhjälte
- 1837 – Addison G. Foster, amerikansk republikansk politiker och affärsman, senator för Washington
- 1841 – Henry Morton Stanley, brittisk journalist, kolonisatör och upptäcktsresande
- 1847 – William V. Allen, amerikansk politiker
- 1853 – José Martí, kubansk politiker, journalist, filosof och poet
- 1864 – Herbert Akroyd, brittisk uppfinnare
- 1865 – Kaarlo Juho Ståhlberg, finländsk politiker, Finlands president
- 1873 – Sidonie Gabrielle Colette, fransk författare, dansös och varietéartist
- 1884 – Auguste Piccard, schweizisk fysiker, uppfinnare och upptäckare
- 1885 – Julia Cæsar, svensk skådespelare
- 1887 – Arthur Rubinstein, polskfödd amerikansk pianist
- 1892 – Augusto Genina, italiensk regissör
- 1899 – Märta Ekström, svensk skådespelare och sångare
- 1901
  - Margareta Bergman, svensk skådespelare
  - Sven Ahlbom, svensk statsarkitekt i Västerås
- 1908 – Sven Silén, svensk biskop i Västerås stift
- 1910 – Adina Mandlová, tjeckisk skådespelare
- 1911 – Lee Metcalf, amerikansk demokratisk politiker och jurist, senator för Montana
- 1912 – Jackson Pollock, amerikansk målare
- 1918 – Rolf Larsson, svensk jazzpianist, kompositör och musikarrangör
- 1921 – Lars Ulvenstam, svensk litteraturvetare, journalist, författare och tv-producent
- 1922
  - Carl-Einar Gregmar, svensk skådespelare
  - Robert W. Holley, amerikansk biokemist, mottagare av Nobelpriset i fysiologi eller medicin 1968
- 1924 – Marcel Broodthaers, belgisk konstnär
- 1927 – Per Oscarsson, svensk skådespelare
- 1929 – Ali Mirzai, iransk tyngdlyftare
- 1936
  - Alan Alda, amerikansk skådespelare, mest känd i rollen som Hawkeye i tv-serien M*A*S*H
  - Ismail Kadare, albansk-fransk författare
- 1938
  - Tomas Lindahl, svensk biokemist, mottagare av Nobelpriset i kemi 2015
  - Leonid Zjabotinskij, sovjet-ukrainsk tyngdlyftare, OS-guld 1964 och 1968
- 1941 – King Tubby, jamaicansk musiker
- 1942 – Sjoukje Dijkstra, nederländsk konståkare, OS-guld 1964
- 1943 – John Beck, amerikansk skådespelare
- 1944 – James Cran, brittisk parlamentsledamot för de konservativa
- 1945 – Karen Lynn Gorney, amerikansk skådespelare, dansare och sångare
- 1947
  - Pia Green, svensk skådespelare
  - Jeanne Shaheen, amerikansk demokratisk politiker, senator
- 1948
  - Charles Taylor, liberisk militär, Liberias president
  - Bennie Thompson, amerikansk demokratisk politiker, kongressledamot
- 1949
  - Janet Dean, brittisk parlamentsledamot för Labourpartiet
  - Carl Göran Ljunggren, svensk sångare, gitarrist och låtskrivare med artistnamnet Kal P. Dal
- 1950 – Per Waldvik, svensk skådespelare, producent och utbildningsledare
- 1951 – Brian Bilbray, amerikansk republikansk politiker
- 1955 – Nicolas Sarkozy, fransk politiker, Frankrikes president
- 1956 – Aila Paloniemi, finländsk politiker
- 1957 – Nick Price, zimbabwisk golfspelare
- 1959 – Frank Darabont, fransk regissör, producent och manusförfattare
- 1961 – Arnaldur Indriðason, isländsk författare
- 1969 – Linda Sánchez, amerikansk demokratisk politiker, kongressledamot
- 1976
  - Peter Sundberg, svensk radioprogramledare
  - Anders Burström, svensk ishockeyspelare
- 1977 – Takuma Sato, japansk racerförare
- 1978 – Gianluigi Buffon, italiensk fotbollsspelare
- 1980 – Nick Carter, amerikansk sångare
- 1981 – Elijah Wood, amerikansk skådespelare
- 1985 – Tom Hopper, brittisk skådespelare
- 1985 – Jermaine 'J. Cole' Lamarr Cole, amerikansk rappare

## Avlidna
- 814 – Karl den store, 71, frankisk kung av Neustrien, Akvitanien och norra Austrasien 768–771 och av Frankerriket sedan 771 samt romersk kejsare sedan 800
- 1547 – Henrik VIII, 55, kung av England sedan 1509, herre över Irland 1509–1542 och kung av Irland sedan 1542
- 1596 – Francis Drake, 55, engelsk sjömilitär och pirat
- 1621 – Paulus V, 68, påve sedan 1605
- 1672 – Pierre Séguier, 83, fransk politiker, Frankrikes kansler sedan 1632
- 1725 – Peter den store, 52, tsar av Ryssland sedan 1682
- 1849 – David L. Morril, 76, amerikansk politiker, senator för New Hampshire 1817–1823 och guvernör i samma delstat 1824–1827
- 1852 – Fredrik Ludvig Ridderstolpe, 68, svensk greve, överste och landshövding i Västmanlands län
- 1859
  - Carl Adolph Agardh, 74, svensk teolog, biskop, matematiker och naturforskare, ledamot av Svenska Akademien sedan 1831
  - Frederick John Robinson, 1:e viscount Goderich, 76, brittisk politiker, premiärminister 1827-1828
- 1891 – Nicolaus Otto, 58, tysk uppfinnare, upphovsman till ottomotorn
- 1894 – Elise Hwasser, 62, svensk skådespelare
- 1899 – James H. Slater, 72, amerikansk demokratisk politiker, senator för Oregon 1879–1885
- 1911 – Wilhelmina Fundin, 91, svensk operasångare
- 1918 – John McCrae, 45, kanadensisk poet
- 1928 – Douglas Haig, 66, brittisk fältmarskalk, Storbritanniens högste befälhavare på västfronten under första världskriget
- 1935 – Michail Ippolitov-Ivanov, 75, rysk kompositör
- 1936 – Richard Loeb, 30, amerikansk brottsling
- 1938 – Bernd Rosemeyer, 28, tysk racerförare
- 1939 – William Butler Yeats, 73, irländsk dramatiker och poet, mottagare av Nobelpriset i litteratur 1923
- 1947 – Reynaldo Hahn, 72, venezuelansk-fransk tonsättare
- 1948 – Hans Aumeier, 41, tysk SS-officer och krigsförbrytare
- 1949 – Fritz Knöchlein, 37, tysk SS-officer och krigsförbrytare
- 1951 – Robert E. Lee Allen, 85, amerikansk demokratisk politiker, kongressledamot 1923–1925
- 1965 – Maxime Weygand, 98, fransk general
- 1976 – Marcel Broodthaers, 52, belgisk konstnär
- 1983 – Bengt Nordenskiöld, 91, svensk general
- 1988 – Klaus Fuchs, 76, tysk fysiker och spion
- 1996 – Joseph Brodsky, 55, rysk författare, mottagare av Nobelpriset i litteratur 1987
- 1999 – Torgny T:son Segerstedt, 90, svensk filosof, sociolog, professor och rektor för Uppsala universitet, ledamot av Svenska Akademien sedan 1975
- 2002 – Astrid Lindgren, 94, svensk författare
- 2005 – Jacques Villeret, 53, fransk skådespelare
- 2007
  - Emma Tillman, 114, amerikansk kvinna, världens äldsta person
  - Jelena Romanova, 43, rysk friidrottare
- 2008
  - Christodoulos, 69, ärkebiskop och primas över grekisk-ortodoxa kyrkan sedan 1998
  - Marie Takvam, 81, norsk författare och skådespelare
- 2009
  - Glenn Ashby Davis, 74, amerikansk häcklöpare, OS-guld 1956 och 1960
  - Billy Powell, 56, amerikansk keyboardspelare i gruppen Lynyrd Skynyrd
- 2013 – Benedict Zilliacus, 92, finlandssvensk journalist och författare
- 2014 – Georg Suttner, 91, svensk konstnär
- 2015
  - Yves Chauvin, 84, fransk kemist, mottagare av Nobelpriset i kemi 2005
  - Jaswant Singh Rajput, omkring 88, indisk landhockeyspelare
- 2016 – Signe Anderson, 74, amerikansk musiker, sångare i Jefferson Airplane 1965–1966
- 2017 – Lennart Nilsson, 94, svensk fotograf
- 2021
  - Paul J. Crutzen, 87, nederländsk ingenjör, meteorolog och kemist, mottagare av Nobelpriset i kemi 1995
  - Annette Kullenberg, 82, svensk journalist och författare
- 2022 – Inger Säfwenberg, 81, svensk tv-producent
- 2023
  - Krister Kristensson, 80, svensk fotbollsspelare, kopia av Svenska Dagbladets guldmedalj 1979
  - Tom Verlaine, 73, amerikansk sångare, gitarrist och låtskrivare i Television